# Corydalis drepanantha
Corydalis drepanantha är en vallmoväxtart som beskrevs av David Geoffrey Long. Corydalis drepanantha ingår i släktet nunneörter, och familjen vallmoväxter. Inga underarter finns listade i Catalogue of Life.